# Лембно
Лембно (пол. Łębno) — село в Польщі, у гміні Пенчнев Поддембицького повіту Лодзинського воєводства.
У 1975-1998 роках село належало до Серадзького воєводства.